# Estelle Taylor
Estelle Taylor (20 de mayo de 1894-15 de abril de 1958) fue una actriz cinematográfica de nacionalidad estadounidense, activa en la época del cine mudo.

## Biografía

### Inicios
Su nombre completo era Ida Estelle Taylor, y nació en el seno de una familia de origen judío en Wilmington, Delaware. Su padre, Harry D. Taylor (nacido en 1871), era de Delaware. Su madre, Ida LaBertha Barrett (1874–1965), había nacido en Easton, Pensilvania, y trabajó como maquilladora independiente. Los padres de Taylor se divorciaron en 1903. La hermana menor de Estelle, Helen Taylor (nacida en 1898), actuó como extra en diferentes cintas mudas.
En 1910 Taylor vivía con sus abuelos maternos, Charles Christopher Barrett y Ida Lauber. Estudió en la high school y en un college de Wilmington. En 1911 ella se casó con el cajero bancario Kenneth M. Peacock.

### Carrera
Taylor debutó como actriz teatral en el musical Come On, Charlie. Tras mudarse a Hollywood, ella empezó a hacer pequeños papeles cinematográficos. Uno de sus primeros éxitos llegó en 1920 con la producción de Fox Film While New York Sleeps, protagonizada junto a Marc McDermott. Este film, perdido durante décadas, fue descubierto recientemente y exhibido en un festival de cine en Los Ángeles.
Taylor actuó junto a John Gilbert en Monte Cristo (1922), recibiendo positivas críticas del New York Herald.
Uno de sus papeles más destacados fue el de Miriam, la hermana de Moisés (encarnado por Theodore Roberts), en el film de Cecil B. DeMille Los diez mandamientos (1923), una de las películas de mayor éxito de la época muda. Su actuación le consiguió el aplauso de la crítica.

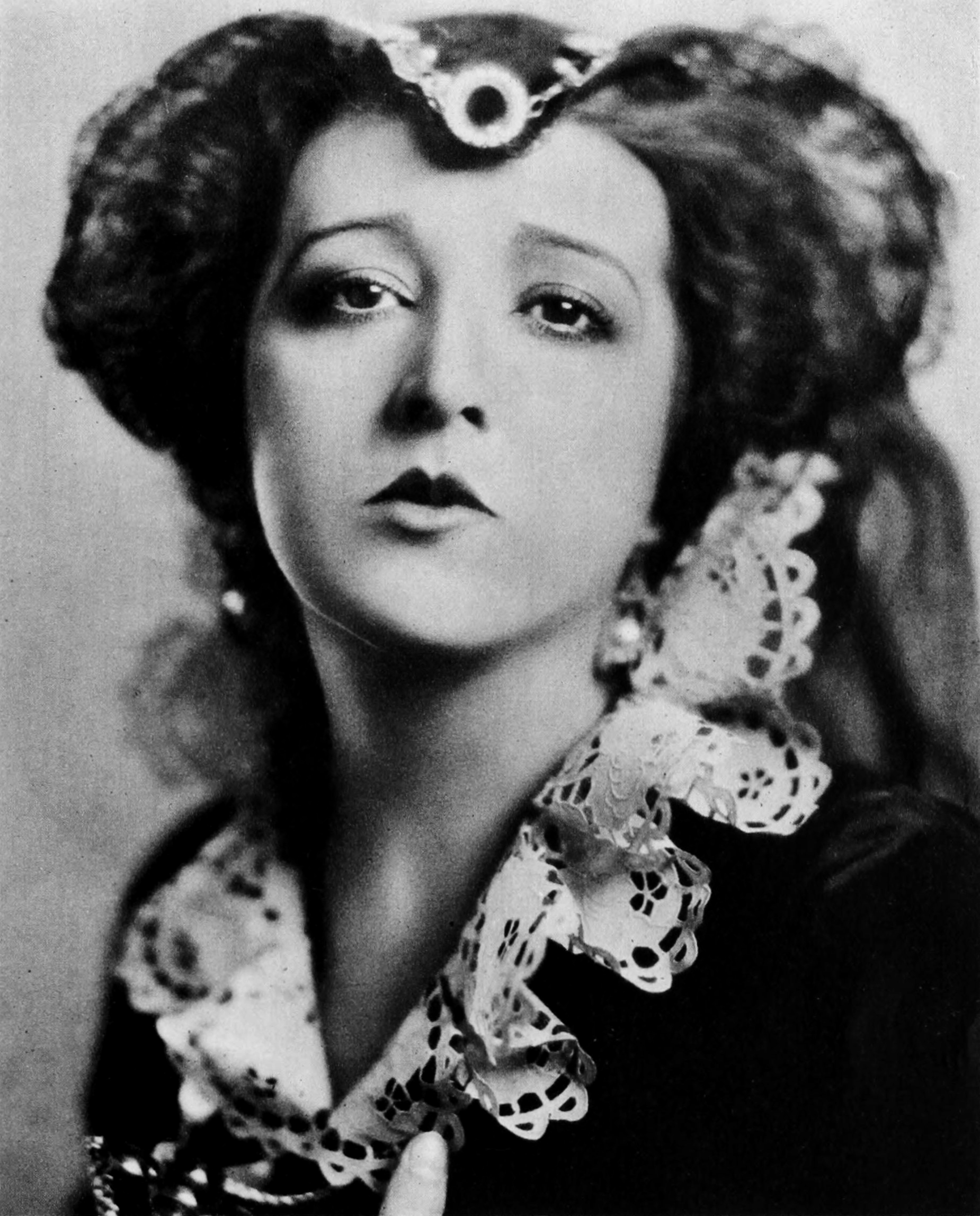
Taylor como María I de Escocia en Stars of the Photoplay (1924)

A pesar de encontrarse enferma de artritis, ella consiguió el papel de María I de Escocia en Dorothy Vernon of Haddon Hall (1924), cinta protagonizada por Mary Pickford. Según Taylor, su enfermedad podía haber influido positivamente en la descripción del sufrimiento e infelicidad de la reina escocesa.
También fue Lucrecia Borgia en Don Juan (1926), primer film de Warner Bros. con sistema sonoro Vitaphone. La producción fue protagonizada por John Barrymore, Mary Astor y Warner Oland. Variety alabó su trabajo como Lucrecia. En la película debía haber trabajado con Rodolfo Valentino, pero él falleció justo antes de iniciarse el rodaje.
Una de sus últimas películas mudas fue New York (1927), con Ricardo Cortez y Lois Wilson.
En 1928, ella y su marido, Jack Dempsey actuaron en una obra representada en el circuito de Broadway titulada The Big Fight, basada parcialmente en la fama como boxeador de Dempsey, y que se llevó a escena en 31 ocasiones en el Teatro Majestic.
Taylor superó con éxito la transición al cine sonoro. Su primer film no mudo fue Pusher in the Face (1929). Entre las cintas sonoras más destacadas en las que participó se encuentran Street Scene (1931), con Sylvia Sidney; la ganadora al Oscar a la mejor película Cimarrón (1931), con Richard Dix y Irene Dunne; y Call Her Savage (1932), con Clara Bow.
La última actuación de Taylor llegó en la película de Jean Renoir The Southerner (1945).

### Vida personal

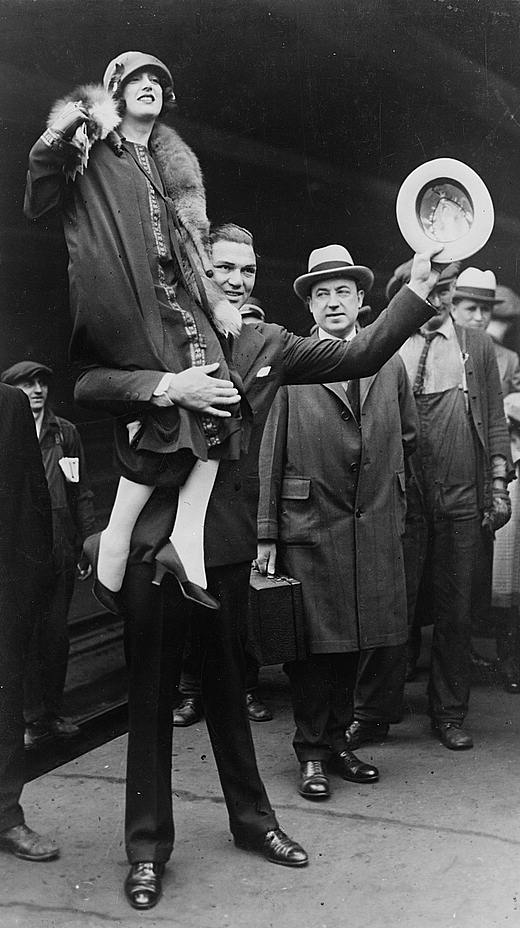
Jack Dempsey con Estelle Taylor sobre su hombro (Chicago, 1925)

Taylor se casó tres veces. Su primer marido fue un banquero, Kenneth Malcolm Peacock. El segundo fue Jack Dempsey, boxeador campeón del mundo de los pesos pesados, y el tercero fue un productor teatral, Paul Smith. Taylor no tuvo hijos.
En sus últimos años dedicó su tiempo libre a sus mascotas, y fue fundadora de la California Pet Owners' Protective League. En 1953 trabajó en la City Animal Regulation Commission de Los Ángeles, California.
Estelle Taylor falleció en 1958 en Los Ángeles, California, a causa de un cáncer. Fue enterrada en el Cementerio Hollywood Forever, en Hollywood. 
Por su contribución a la industria cinematográfica, a Estelle Taylor se le concedió una estrella en el Paseo de la Fama de Hollywood, en el 1620 de Vine Street.

## Filmografía
| Año  | Título                        | Papel                           | Notas        |
| ---- | ----------------------------- | ------------------------------- | ------------ |
| 1919 | The Golden Shower             | Helen                           |              |
| 1920 | The Adventurer                | Maritana                        |              |
| 1920 | The Revenge of Tarzan         | Condesa de Coude                |              |
| 1920 | While New York Sleeps         | Una esposa / La Vamp / La chica |              |
| 1920 | Blind Wives                   | Anne / Annie / Annette          |              |
| 1920 | The Tower of Jewels           | Adele Warren                    |              |
| 1921 | Footfalls                     | Peggy Hawthorne                 |              |
| 1922 | A Fool There Was              | Gilda Fontaine                  |              |
| 1922 | Monte Cristo                  | Mercedes, Condesa de Morcerf    |              |
| 1922 | The Lights of New York        | Mrs. George Burton              |              |
| 1922 | Only a Shop Girl              | Mame Mulvey                     |              |
| 1922 | Thorns and Orange Blossoms    | Rosita Mendez                   |              |
| 1922 | A California Romance          | Donna Dolores                   |              |
| 1923 | Bavu                          | Princesa Annia                  |              |
| 1923 | Mary of the Movies            | Como ella misma                 | Sin créditos |
| 1923 | Forgive and Forget            | Mrs. Cameron                    |              |
| 1923 | Desire                        | Madalyn Harlan                  |              |
| 1923 | Los diez mandamientos         | Miriam                          |              |
| 1924 | Phantom Justice               | 'Goldie' Harper                 |              |
| 1924 | Dorothy Vernon of Haddon Hall | Reina Mary                      |              |
| 1924 | Tiger Love                    | Marcheta                        |              |
| 1924 | Passion's Pathway             | Dpora Kenyon                    |              |
| 1924 | The Alaskan                   | Mary Standish                   |              |
| 1924 | Playthings of Desire          | Gloria Dawn                     |              |
| 1925 | Manhattan Madness             | La chica                        |              |
| 1925 | Wandering Footsteps           | Helen Maynard                   |              |
| 1926 | Don Juan                      | Lucrecia Borgia                 |              |
| 1927 | New York                      | Angie Miller                    |              |
| 1928 | The Whip Woman                | Sari                            |              |
| 1928 | Honor Bound                   | Evelyn Mortimer                 |              |
| 1928 | Lady Raffles                  | Lady Raffles                    |              |
| 1928 | The Singapore Mutiny          | Daisy                           |              |
| 1929 | Pusher in the Face            |                                 | Corto        |
| 1929 | Where East Is East            | Mme. de Sylva                   |              |
| 1930 | Liliom                        | Mme. Muscat                     |              |
| 1931 | Cimarrón                      | Dixie Lee                       |              |
| 1931 | Street Scene                  | Mrs. Anna Maurrant              |              |
| 1931 | The Unholy Garden             | Eliza Mowbray                   |              |
| 1932 | The Western Limited           | Doris                           |              |
| 1932 | Call Her Savage               | Ruth Springer                   |              |
| 1935 | Frisco Kid                    | Papel sin determinar            | Sin créditos |
| 1939 | Bachelor Mother               | Papel sin determinar            | Sin créditos |
| 1945 | The Southerner                | Lizzie                          |              |